# 信阳市
信阳市，古称义阳、申州，別称申城，是中华人民共和国河南省下辖的地级市，位於河南省东南部。市境西北接南阳市，北达驻马店市，东北界安徽省阜阳市，东邻安徽省六安市，南靠湖北省黄冈市、孝感市、随州市。地处淮河上游，黄淮平原南缘，西为桐柏山，南为大别山，地势南高北低。淮河流经市境北部，有其支流灌河、洪河、白露河、潢河、竹竿河、浉河等。全市总面积18,916平方公里，总人口884.63万人，市政府驻平桥区羊山新区。唐代为申州治地，故有申城之称。淮滨饮马港是河南最大的港口，2018年10月信阳明港机场成为河南省第四个通航的民航机场。是中国优秀旅游城市、国家级生态示范市、中国十佳宜居城市，还是全国十大名茶之一信阳毛尖的诞生地。境内有中国四大避暑胜地之一的鸡公山、南湾湖国家级森林公园、金刚台国家地质公园等景点。

## 歷史
早在八千多年前，境內淮河兩岸就出現了相當規模的原始農業，從東到西分佈有裴李崗文化、龍山文化和屈家嶺文化遺址多處。商、周之際，這裡建立了申、息、弦、黃、蔣、蓼等諸侯國。春秋、戰國時期，楚滅申、息等諸侯國，建申、息、期思等縣。
兩漢時信陽自潢川縣以北属汝南郡，光山縣以西属江夏郡，更西屬南陽郡，商城縣以東属廬江郡。東漢於今日平橋區置平春縣，属江夏郡。曹魏时期从南阳郡中分置义阳郡，领义阳县。北宋时期，宋太宗名赵光义，讳“义”字，古代“信”与“义”含意相同，“义阳”改名为“信阳”，沿用至今。
1949年4月1日中国人民解放军占领信陽，信陽在中华人民共和国建國初屬河南省的信陽專區和潢川專區，1952年10月合並為信陽專區。1959年冬，该区由于官僚系统的僵化与政策的不合理，当时发生了信阳事件（当地人称之为“粮食关”），导致一百多万农民死亡。1965年分出駐馬店專區。1970年信陽專區改稱信陽地區，1998年6月9日，經國務院批准撤銷信陽地區和縣級信陽市、信陽縣，設立地級信陽市。
2020年中国南方水灾期间，7月下旬，河南南部连遭多轮强降雨袭击。7月19日19时，信阳固始县史灌河蒋家集水文站超保证水位0.40米，锁口雨量站降雨达439.5毫米，97座中小水库全部溢洪。。

## 地理
信陽全境东西平均跨度約205公里，南北平均跨度約142公里，總面積為18000多平方公里。地势北低南高，呈岗川相间的阶梯地貌。西部和南部分别分布着面积近7000平方公里的桐柏山和大别山山地，占全市总面积的36.9%。两山首尾相接，蜿蜒在豫鄂边界，是长江和淮河两大流域的分水岭。其中桐柏山在信阳境内长约69公里，山势陡峭。大别山在信阳境内长约200公里，大别山东段的海拔在1000米以上，山脊雄伟，西段低缓宽阔，以1000米以下低山为主，亦有丘陵分布。丘陵岗地地貌占全市总面积的38.5%，面积约7000多平方公里，分布在大别山地以北，明港、寨河、固始线以南，海拔50至100米。由于受淮南水系的强烈切割和冲积，形成高差20到40米的丘陵起伏、岗谷相间的形态，该区域梯田层层、河渠纵横、塘堰密布、水田如网，酷似江南风光，是信阳的粮食主产区。信阳北部是平原和洼地，面积4000多平方公里，占全市总面积的24.6%。其中平原海拔30至59米，面积占全市总面积的17%，洼地海拔22至35米，主要分布在淮河两岸，面积占全市总面积的7.6%。

### 水文
信阳地处淮河上中游，信阳的河流属于长江和淮河两大水系。全市河流水面面积共计3.7万公顷，占全市总面积的1.96%。淮河在信阳境内长达363.5公里，淮河水系占全市水系总面积98.2%，淮河支流密集、水量丰富，淮河南侧支流占支流总数的三分之二，流程在100公里以上的有史河、灌河、浉河、白露河、潢河和竹竿河，这些支流自西南—东北方向汇入淮河。淮河北侧支流是坡水河道，湾多水浅、流速缓慢，流程一般在100公里以下，由西北—东南汇入淮河。信阳的长江水系源自于大别山主脊南侧的十几支源头细流，流域面积仅占全市水系总面积的1.8%，在信阳境内流程总长约83.7公里，河道陡浅，蜿蜒南流。信阳人均水资源1230立方米，是河南省人均的3.2倍。全市有大型水库5座，中型水库13座，小型水库866座，总库容40.52亿立方米，全市水资源总量占河南省总量的22%。
信阳气候温和，四季分明。冬季冷凉，夏季闷热，春秋温暖舒适。1月最冷，平均气温2.2℃，极端最低气温-20.0℃（1955年1月9日）。7月最热，平均气温27.4℃，极端最高气温40.9℃（1959年8月23日）。年降水量约1106毫米，主要集中在夏季。日照充足，年日照时数约1974小时。年平均气温15.1-15.3℃，无霜期长，平均220-230天；降雨丰沛，年均降雨量900-1400毫米，空气湿润，相对湿度年均77%。
| 信阳市气象数据（1981年至2010年）                      | 信阳市气象数据（1981年至2010年） | 信阳市气象数据（1981年至2010年） | 信阳市气象数据（1981年至2010年） | 信阳市气象数据（1981年至2010年） | 信阳市气象数据（1981年至2010年） | 信阳市气象数据（1981年至2010年） | 信阳市气象数据（1981年至2010年） | 信阳市气象数据（1981年至2010年） | 信阳市气象数据（1981年至2010年） | 信阳市气象数据（1981年至2010年） | 信阳市气象数据（1981年至2010年） | 信阳市气象数据（1981年至2010年） | 信阳市气象数据（1981年至2010年） |
| 月份                                                  | 1月                              | 2月                              | 3月                              | 4月                              | 5月                              | 6月                              | 7月                              | 8月                              | 9月                              | 10月                             | 11月                             | 12月                             | 全年                             |
| ----------------------------------------------------- | -------------------------------- | -------------------------------- | -------------------------------- | -------------------------------- | -------------------------------- | -------------------------------- | -------------------------------- | -------------------------------- | -------------------------------- | -------------------------------- | -------------------------------- | -------------------------------- | -------------------------------- |
| 历史最高温 °C（°F）                                   | 20.6 (69.1)                      | 26.5 (79.7)                      | 30.7 (87.3)                      | 34.3 (93.7)                      | 36.3 (97.3)                      | 38.7 (101.7)                     | 40.1 (104.2)                     | 40.9 (105.6)                     | 37.3 (99.1)                      | 34.2 (93.6)                      | 30.0 (86.0)                      | 21.7 (71.1)                      | 40.9 (105.6)                     |
| 平均高温 °C（°F）                                     | 6.8 (44.2)                       | 9.6 (49.3)                       | 14.7 (58.5)                      | 21.7 (71.1)                      | 26.4 (79.5)                      | 29.7 (85.5)                      | 31.5 (88.7)                      | 30.5 (86.9)                      | 26.7 (80.1)                      | 21.8 (71.2)                      | 15.6 (60.1)                      | 9.4 (48.9)                       | 20.4 (68.7)                      |
| 日均气温 °C（°F）                                     | 2.4 (36.3)                       | 4.9 (40.8)                       | 9.7 (49.5)                       | 16.4 (61.5)                      | 21.4 (70.5)                      | 25.0 (77.0)                      | 27.3 (81.1)                      | 26.2 (79.2)                      | 21.8 (71.2)                      | 16.4 (61.5)                      | 10.3 (50.5)                      | 4.7 (40.5)                       | 15.5 (60.0)                      |
| 平均低温 °C（°F）                                     | −1.1 (30.0)                      | 1.2 (34.2)                       | 5.7 (42.3)                       | 12.0 (53.6)                      | 17.0 (62.6)                      | 21.0 (69.8)                      | 24.1 (75.4)                      | 22.9 (73.2)                      | 18.0 (64.4)                      | 12.4 (54.3)                      | 6.3 (43.3)                       | 1.0 (33.8)                       | 11.7 (53.1)                      |
| 历史最低温 °C（°F）                                   | −20.0 (−4.0)                     | −16.0 (3.2)                      | −6.6 (20.1)                      | −0.6 (30.9)                      | 5.0 (41.0)                       | 11.9 (53.4)                      | 17.0 (62.6)                      | 14.1 (57.4)                      | 7.9 (46.2)                       | −0.4 (31.3)                      | −6.4 (20.5)                      | −12.4 (9.7)                      | −20.0 (−4.0)                     |
| 平均降水量 mm（）                                     | 30.1 (1.19)                      | 41.7 (1.64)                      | 69.3 (2.73)                      | 77.0 (3.03)                      | 116.9 (4.60)                     | 136.5 (5.37)                     | 224.9 (8.85)                     | 174.6 (6.87)                     | 88.6 (3.49)                      | 74.2 (2.92)                      | 49.0 (1.93)                      | 23.4 (0.92)                      | 1,106.2 (43.54)                  |
| 平均降水天数（≥ 0.1 mm）                              | 7.2                              | 7.9                              | 10.7                             | 9.9                              | 11.5                             | 11.0                             | 12.6                             | 11.9                             | 10.5                             | 10.2                             | 7.6                              | 6.2                              | 117.2                            |
| 平均相對濕度（％）                                    | 71                               | 71                               | 70                               | 69                               | 71                               | 76                               | 81                               | 83                               | 79                               | 76                               | 72                               | 69                               | 74                               |
| 月均日照時數                                          | 127.0                            | 121.7                            | 139.3                            | 175.6                            | 196.1                            | 197.4                            | 205.7                            | 194.8                            | 160.2                            | 162.2                            | 149.9                            | 143.8                            | 1,973.7                          |
| 可照百分比                                            | 40                               | 39                               | 38                               | 45                               | 46                               | 47                               | 47                               | 47                               | 43                               | 46                               | 47                               | 46                               | 44.5                             |
| 来源：中国气象局（1971–2000年间的降水天数和日照数据） |                                  |                                  |                                  |                                  |                                  |                                  |                                  |                                  |                                  |                                  |                                  |                                  |                                  |

## 政治

### 现任领导
| 机构     | · 中国共产党 · 信阳市委员会 | 信阳市人民代表大会 常务委员会 | 信阳市人民政府    | · 中国人民政治协商会议 · 信阳市委员会 |
| 职务     | 书记                        | 主任                          | 市长              | 主席                                  |
| -------- | --------------------------- | ----------------------------- | ----------------- | ------------------------------------- |
| 姓名     | 张宏伟                      | 谢天学                        | 陈志伟            | 孙同占                                |
| 民族     | 汉族                        | 汉族                          | 汉族              | 汉族                                  |
| 籍贯     | 山东省梁山县                | 湖北省十堰市                  | 河南省汝阳县      | 河南省唐河县                          |
| 出生日期 | 1972年6月（53歲）           | 1964年10月（60歲）            | 1970年5月（55歲） | 1964年10月（60歲）                    |
| 就任日期 | 2025年8月                   | 2021年6月                     | 2021年12月        | 2020年5月                             |

### 历任领导
| 市委书记 - 李中央（1998年8月－2003年1月） - 刘怀廉（2003年2月－2006年11月） - 王铁（2006年12月－2012年4月） - 郭瑞民（2012年4月－2016年5月） - 乔新江（2016年5月－2021年7月） - 王东伟（2021年7月－2021年12月） - 蔡松涛（2021年12月－2025年8月） - 张宏伟（2025年8月－） | 市长 - 刘怀廉（1998年9月－2003年2月） - 王铁（2003年2月－2006年12月） - 郭瑞民（2006年12月－2012年4月） - 乔新江（2012年5月－2016年5月） - 尚朝阳（2016年5月－2021年7月） - 蔡松涛（2021年7月－2021年12月） - 陈志伟（2021年12月－） |

### 行政区划
信阳市下轄2个市轄區、8个縣。
- 市辖区：浉河区、平桥区

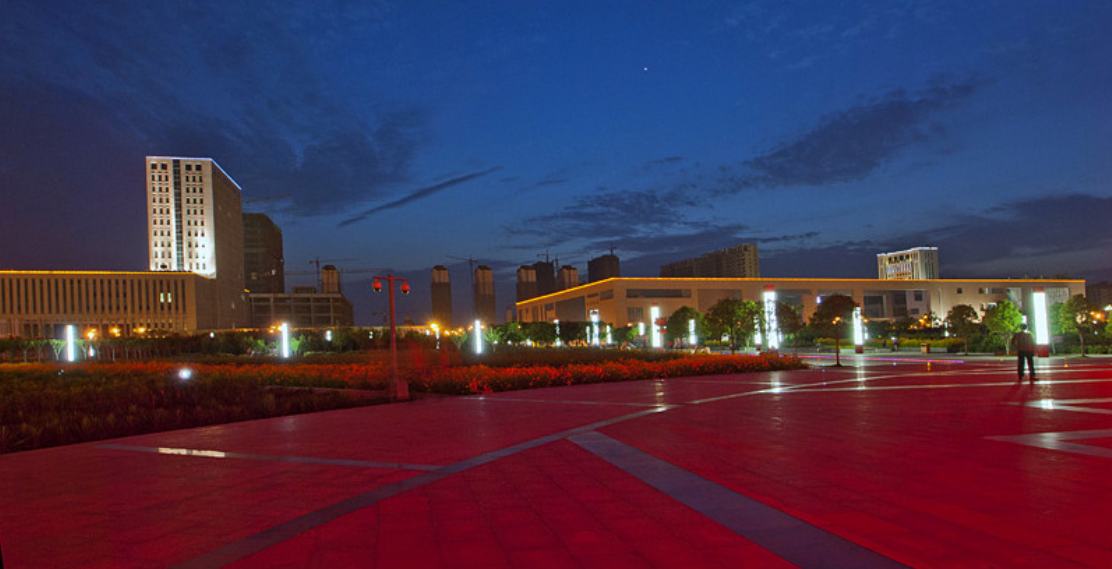
羊山新区

- 县：固始县、罗山县、光山县、新县、商城县、潢川县、淮滨县、息县

自2011年6月起，固始县成为河南省省直管试点县，赋予部分省辖市享有的经济和财政管理权限，但行政上仍由信阳市领导。
2017年9月6日，河南省委决定，自2018年1月1日起，对固始县、鹿邑县、新蔡县等10个县(市)结束省管县体制。
除正式行政区划外，信阳市还设立以下经济功能区：羊山新区、南湾湖风景区、上天梯管理区、鸡公山管理区、信阳工业城。

## 人口

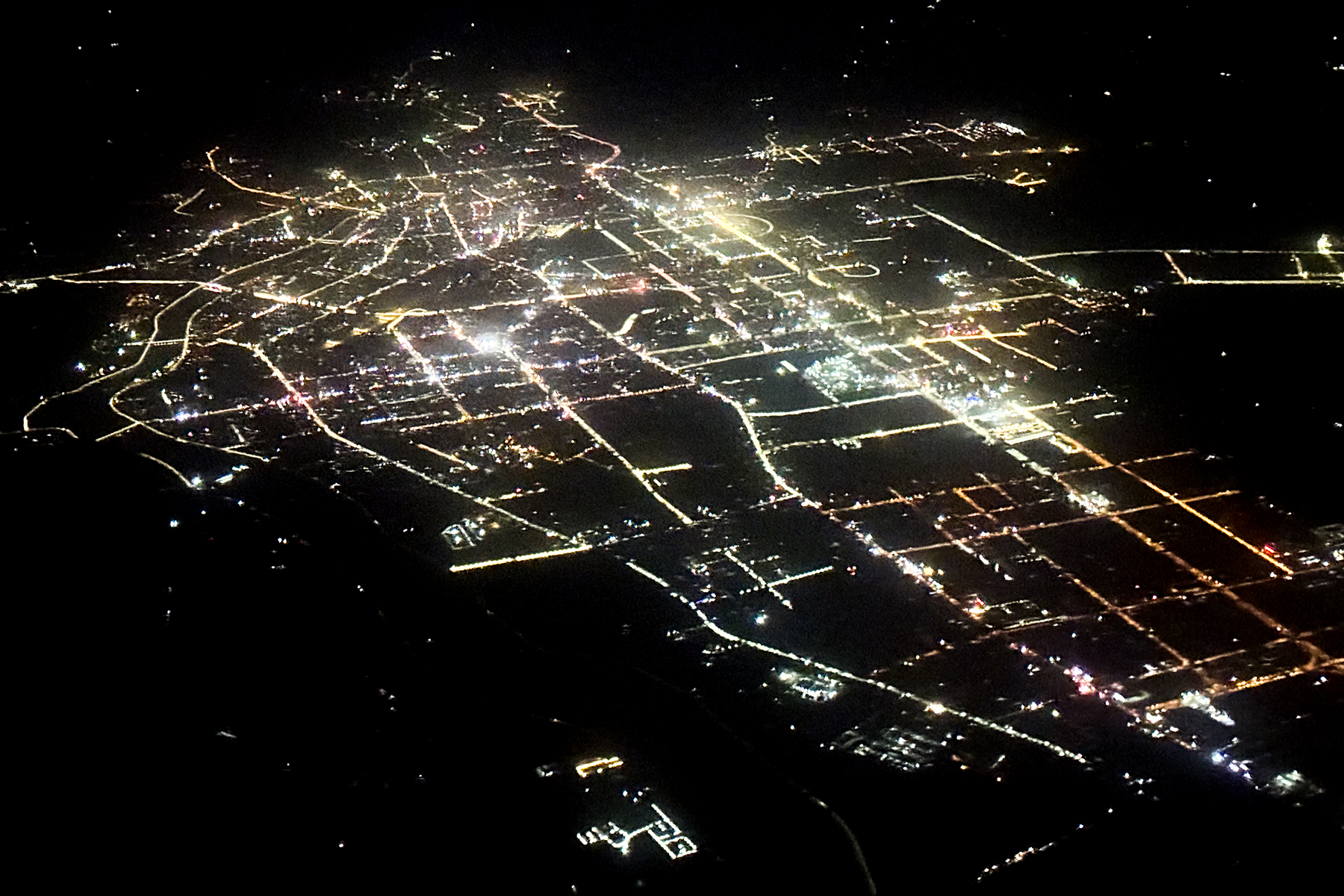
从空中东向西俯瞰信阳市区夜景

2022年末，全市常住人口616.60万人，其中城镇常住人口319.15万人，乡村常住人口297.45万人；常住人口城镇化率为51.76%，比上年末提高0.62个百分点。
根据2020年第七次全国人口普查，全市常住人口为6,234,401人。同第六次全国人口普查的6,109,106人相比，十年共增加了125,295人，增长2.05%，年平均增长率为0.2%。其中，男性人口为3,096,479人，占总人口的49.67%；女性人口为3,137,922人，占总人口的50.33%。总人口性别比（以女性为100）为98.68。0－14岁的人口为1,475,608人，占总人口的23.67%；15－59岁的人口为3,557,559人，占总人口的57.06%；60岁及以上的人口为1,201,234人，占总人口的19.27%，其中65岁及以上的人口为947,373人，占总人口的15.2%。居住在城镇的人口为3,124,683人，占总人口的50.12%；居住在乡村的人口为3,109,718人，占总人口的49.88%。
据考证，黄、潘、赖、罗、廖、孙、蒋、白、傅等姓都源于信阳。

### 民族
全市常住人口中，汉族人口为6,202,944人，占99.5%；各少数民族人口为31,457人，占0.5%。与2010年第六次全国人口普查相比，汉族人口增加121,014人，增长1.99%，占总人口比例下降0.06个百分点；各少数民族人口增加4,281人，增长15.75%，占总人口比例增加0.06个百分点。

## 社会

### 文化
信阳地处中原、江淮之间，中原文化、楚文化、吴文化相互交融，形成了别具一格的民俗文化。皮影戏、花鼓戏、光州大鼓、地灯戏等远近闻名的民间歌舞涉及到群众生活的方方面面。以茶为媒的信阳国际茶文化节在每年4月28日至30日举办。

### 方言
明朝末期，李自成攻陷光州后进行大规模屠城，致使该地人口剧减。清王朝建立后，朝廷下令将江西等地百姓迁入，同时期湖广、闽、赣迁四川，信阳一带的部分居民是江西南昌、九江及闽、粤、赣交界地区的客家人后裔。清初赣语和客家话开始在信阳地区流通，之后经过数百年与河南、安徽和湖北本地居民的融合交往，信阳地区逐渐形成了以西南官话、江淮官话、中原官话交杂的方言，在学术上信阳方言的归属问题一直存在争议，一般划歸為中原官話信蚌片。

### 饮食
信阳绝大部分地处淮河以南，长江以北，为典型的江淮地区，是河南省唯一以米为主食的地区。在各种饮食习惯及烹饪技法上也都是具有江淮特色。信阳菜历经千年积淀和发展，以原汁原味、鲜香酥爽的独特风格而香动全国16省56市。罗山大肠汤、商城桶鲜鱼、信阳糍粑、潢川光州贡面、潢川甲鱼、潢川黄岗鱼汤、鸡蛋灌饼等。信阳盛产南湾鱼，信阳烤鱼自然成为信阳的著名小吃。

### 教育
- 本科
  - 信阳师范大学
  - 信阳农林学院
  - 信阳学院 （原师院“华锐学院”）
  - 中国国际茶学院 （在建）
- 军校
  - 空军工程大学航空机务士官学校（原中国人民解放军空军第一航空学院）
  - 中国人民解放军信息工程大学信阳分院
  - 中国人民解放军外国语大学信阳分院
  - 中国人民解放军信阳陆军学院（已撤销）
- 专科
  - 信阳职业技术学院
  - 信阳涉外职业技术学院
  - 信阳航空职业学院
  - 大别山艺术职业学院（筹）
  - 固始河源科技职业学院 （筹）
  - 河南工业大学光山应用技术学院(筹)

## 交通
信阳南距武汉约200公里，北距郑州330公里，东距合肥340公里，西距西安590公里，处于武汉经济圈、中原经济区、皖江城市带和京广、京九“两纵”经济带的腹地，是河南省重要的交通通信枢纽。信阳是国家级公路运输枢纽城市，现全国共有286个地级以上城市，在公路8小时可通达地级以上城市排名中，信阳市以可通达地级城市数量144个，位居武汉和郑州之后，排名全国第3位。
武胜关、平靖关、九里关，合称“义阳三关”。三关为南北要冲，南襟全楚，北屏中原，战略位置十分重要，历来是兵家必争之地。

### 民航
- 信阳明港机场，2009年12月11日开工建设，2018年正式投入使用。
- 潢川机场，被正式列入河南省“十三五”现代综合交通运输体系发展规划。

### 铁路
信阳境内现有京广铁路、京九铁路、宁西铁路、京广高铁4条铁路，此外还有京九客运专线（在建）、合康高铁、衡潢铁路、信襄高铁三条规划中的铁路，设有武汉铁路局一等站信阳站，一等站信阳东站，二等站潢川站等站点。

### 公路
京港澳高速、 沪陕高速、 大广高速， 106国道、 107国道、 312国道、 220国道、 230国道、 328国道等在境内形成多个黄金十字交叉，公路通车里程22117公里，二级以上公路里程1551公里。

### 水运
信阳有海港口淮滨饮马港，固始望岗码头。淮滨港是河南第一大内陆港。

## 旅游

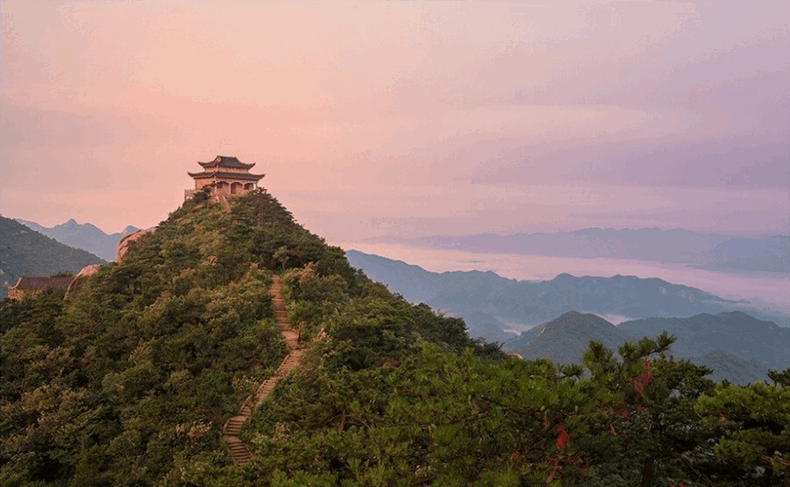
金兰山

信阳市是中国优秀旅游城市，拥有11处国家4A级景区，8处全国重点文物保护单位8处，国家级森林公园3个，国家级自然保护区3个。有鸡公山、南湾湖、灵山、黄柏山国家森林公园、鄂豫皖苏区首府革命博物馆、西九华山、许世友将军故里、大苏山国家森林公园、灵龙湖、金刚台西河景区、金刚台猫耳峰景区等景點。

## 文物
- 鄂豫皖革命根据地旧址
- 红二十五军长征出发地
- 番国故城遗址
- 城阳城址
- 黄国故城
- 陈元光祖祠
- 邓颖超祖居
- 中国工农红军第二十五军司令部旧址
- 蒋国故城
- 永济桥
- 鸡公山近代建筑群

## 特产
- 信阳毛尖：河南省著名特产之一、中国十大名茶之一。具有“细、圆、光、直、多白毫、香高、味浓、汤色绿”的独特风格，生津解渴、清心明目、提神醒脑、去腻消食。信阳毛尖品牌价值63.5亿元，位居中国茶叶区域公用品牌价值第2位，被誉为“绿茶之王”；2018年4月，信阳毛尖被认定为生态原产地保护产品；2018年5月，信阳茶文化节被评为“中国十大茶事样板”。
- 果类：信阳板栗、罗山麒麟西瓜，中华狝猴桃、枇杷、银杏。
- 特色美食：信阳糍粑、鸡蛋灌饼、潢川贡面、淮南麻鸭、固始鹅块、信阳板鸭、南湾鱼、黄岗鱼汤、光山青虾、罗山大肠汤、罗山空心挂面、罗山臭豆腐卷、商城老鸭汤、商城筒鲜鱼、信阳热干面

## 友好城市
- 全罗北道高敞郡（2010-03）[19]
- 日本冈山县新见市 （与信阳市溮河区， 1992-04-16） [20]
- 以色列亚实基伦 （与信阳市溮河区，1995-06）[19]